# Музичі
Му́зичі — село в Україні, у Бучанському районі Київської області. Населення становить 1393 осіб. Входить до складу Білогородської сільської громади.

## Географія
Селом протікає річка Тростинка, ліва притока Ірпеня та розливається каскад озер.

## Екологія
У селі Музичі спостерігається декілька осередків забруднення техногенного характеру:
1. В результаті зношеності центральної каналізаційної системи села нечистоти періодично зливаються в «другий» став безпосередньо в центрі села, що призводить до забруднення та замулювання водойми. У водоймі неодноразово фіксувалися збудники лептоспірозу, кишкових паличок та інших небезпечних хвороб.
2. Сміттєзвалище на північній околиці села розміщене над горизонтом підводних вод з яких забезпечується водопостачання жителів села.

## Історія
За народними переказами Музичі засновані ще за часів Київської Русі. На поч. XVII століття Музичі належали князям Острозьким. За переказами старожилів в 1600 році в селі була побудована дерев'яна церква, яка стояла понад 300 років. В народі збереглися перекази, що в Тарасовому яру і в лісі «Кунянка» знаходився табір козацьких військ, які воювали під проводом Богдана Хмельницького.
Табір козаків Семена Палія знаходився в Тарасовому яру, що недалеко від Музич, а село було приписане до Фастівського прикордонного козацького полку. Із с. Музичі в полку відбували військову службу 44 молоді сільські парубки. Служба у війську тривала до початку польових робіт. Полковника Фастівського полку Семена Палія добре знали люди с. Музичі. Про хоробрість славного полковника довго ходили перекази та легенди. Ще й досі залишилася «Палієва могила», де він проводив раду з полком. До 1960-х років зберігалась криниця Палія. Вона була в кінці Тарасівського яру. В ХІХ столітті в селі знаходилося рукописне Євангеліє, відібране Палієм у шведів й подароване ним Музичанській церкві.
У XVIII столітті Музичі належали до Ясногородського маєтку князів Шуйських. Село кілька разів було епіцентром гайдамацького руху.

## Населення

### Мова
Розподіл населення за рідною мовою за даними перепису 2001 року:
| Мова            | Кількість | Відсоток |
| --------------- | --------- | -------- |
| українська      | 1316      | 94.47%   |
| російська       | 68        | 4.88%    |
| білоруська      | 5         | 0.36%    |
| інші/не вказали | 4         | 0.29%    |
| Усього          | 1135      | 100%     |

## Громадська та адміністративна діяльність
Музичанська сільська рада

## Економіка

### Харчова промисловість
- Закрите акціонерне товариство «Винзавод „Фріззант“».

## Соціальна сфера

### Медицина
Музичанська амбулаторія загальної практики сімейної медицини

### Освіта
Музичанська загальноосвітня школа І-ІІІ ступенів Києво-Святошинської районної державної адміністрації Київської області
Дошкільний навчальний заклад “Перлинка”

### Зв'язок
Відділення поштового зв'язку індекс 08125
Доступ до мережі Інтернет забезпечується операторами «Юнітел» та NEWTELECOM, також присутнє 3G покриття провідних телекомунікаційних компаній України.

### Транспорт
Музичі мають транспортне сполучення зі столицею України м. Києвом де працює переважна більшість населення.
В селі знаходиться кінцева зупинка маршруту № 765 (ст. м. Нивки — с. Музичі) також через село частково проходять маршрути № 727 (ст. м. Нивки — станція Калинівка) та № 768 (ст. м. Нивки — с. Чорногородка).
Фактично громадським транспортом забезпечено лише центр села, вул. Шевченка та прилеглі до них вулиці, значна ж частина села громадським транспортом не забезпечена.
Населенню не вистачає прямого транспортного сполучення з важливим адміністративним центром Києво-Святошинського району м. Бояркою.

## Культура
- Музичанський будинок культури
- Дитячий духовий оркестр «Маестро»
- Фольклорно-хореографічний колектив «Струмочок»
- Естрадно-циркове мистецтво «Fly cats».

### Релігія
В селі знаходиться церква святого архістратига Михаїла (Православна церква України).
Метричні книги, клірові відомості, сповідні розписи церкви св. Михаїла с. Музичі Мотижинської волості Київського пов. Київської губ. зберігаються в ЦДІАК України. http://cdiak.archives.gov.ua/baza_geog_pok/church/muzy_001.xml [Архівовано 18 грудня 2018 у Wayback Machine.]

## Постаті
- Лісовський Олександр Миколайович (1994—2017) — солдат Національної Гвардії України, учасник російсько-української війни.
- Кахідзе Алевтина Томазівна (1973) — художниця, кураторка та садівниця.
- Рустам Махмудкулович Худжамов (1982) — футболіст.[3]

## Галерея

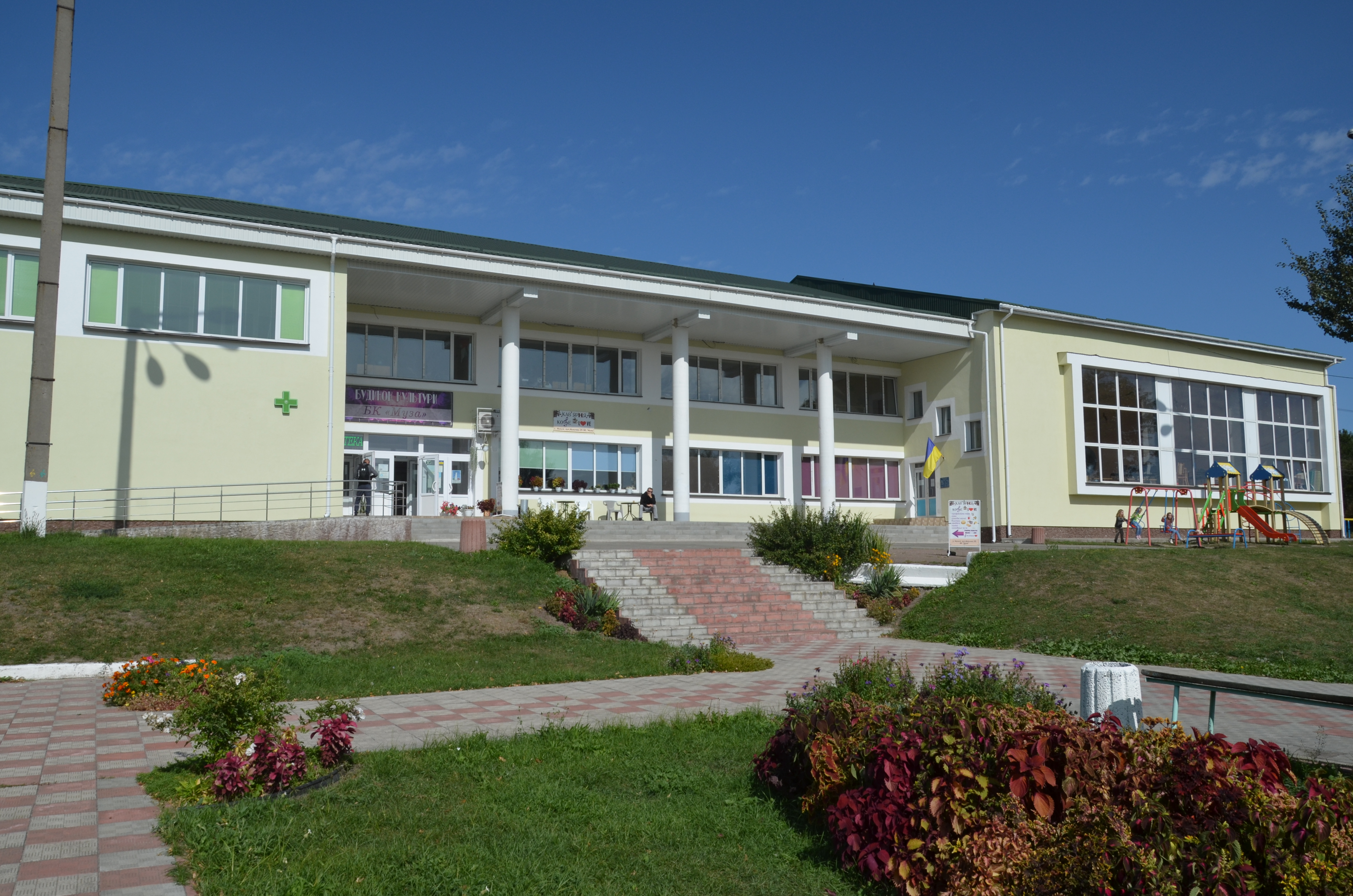
Музичі, будинок культури
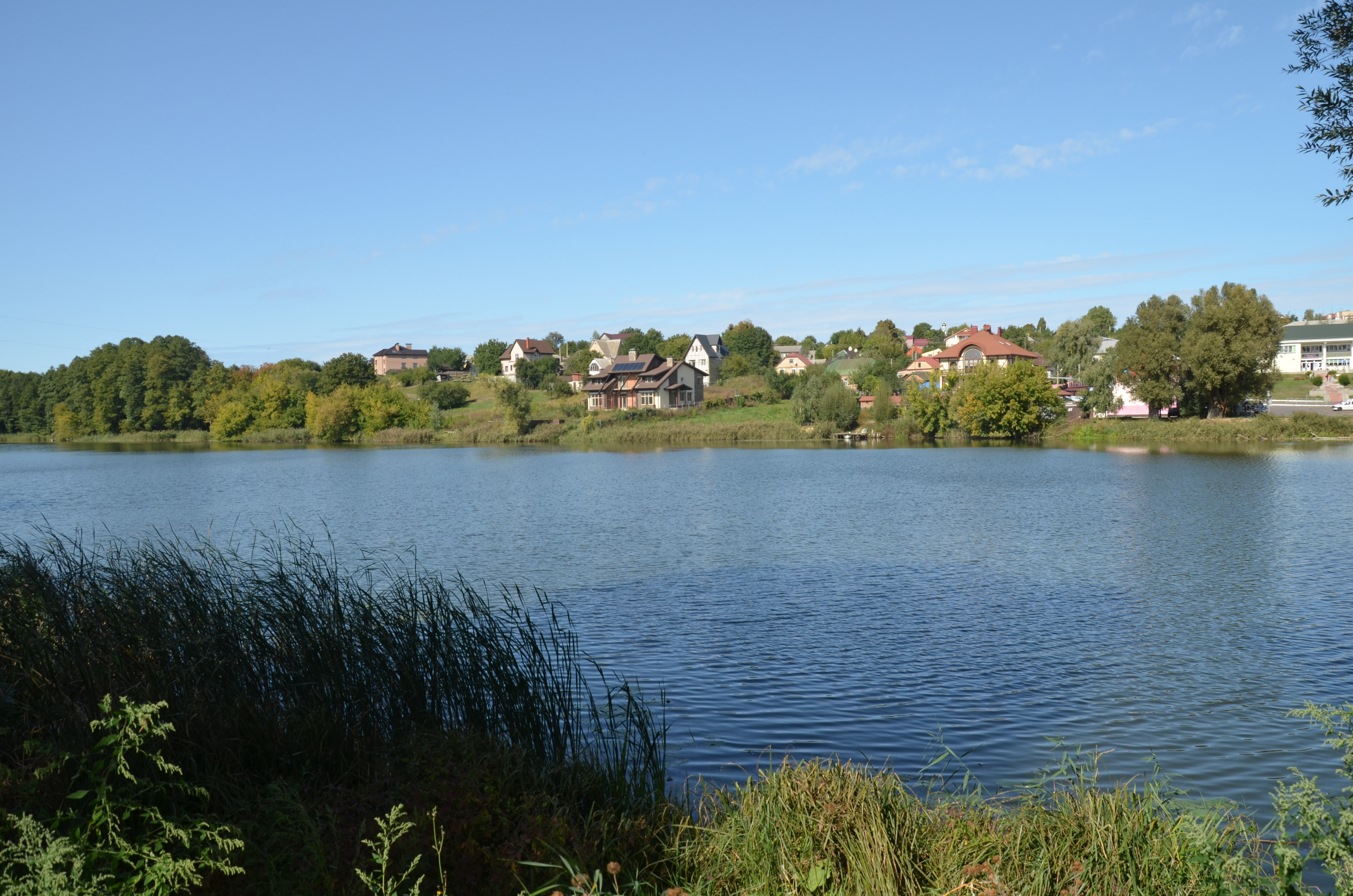
Музичі, один із ставків
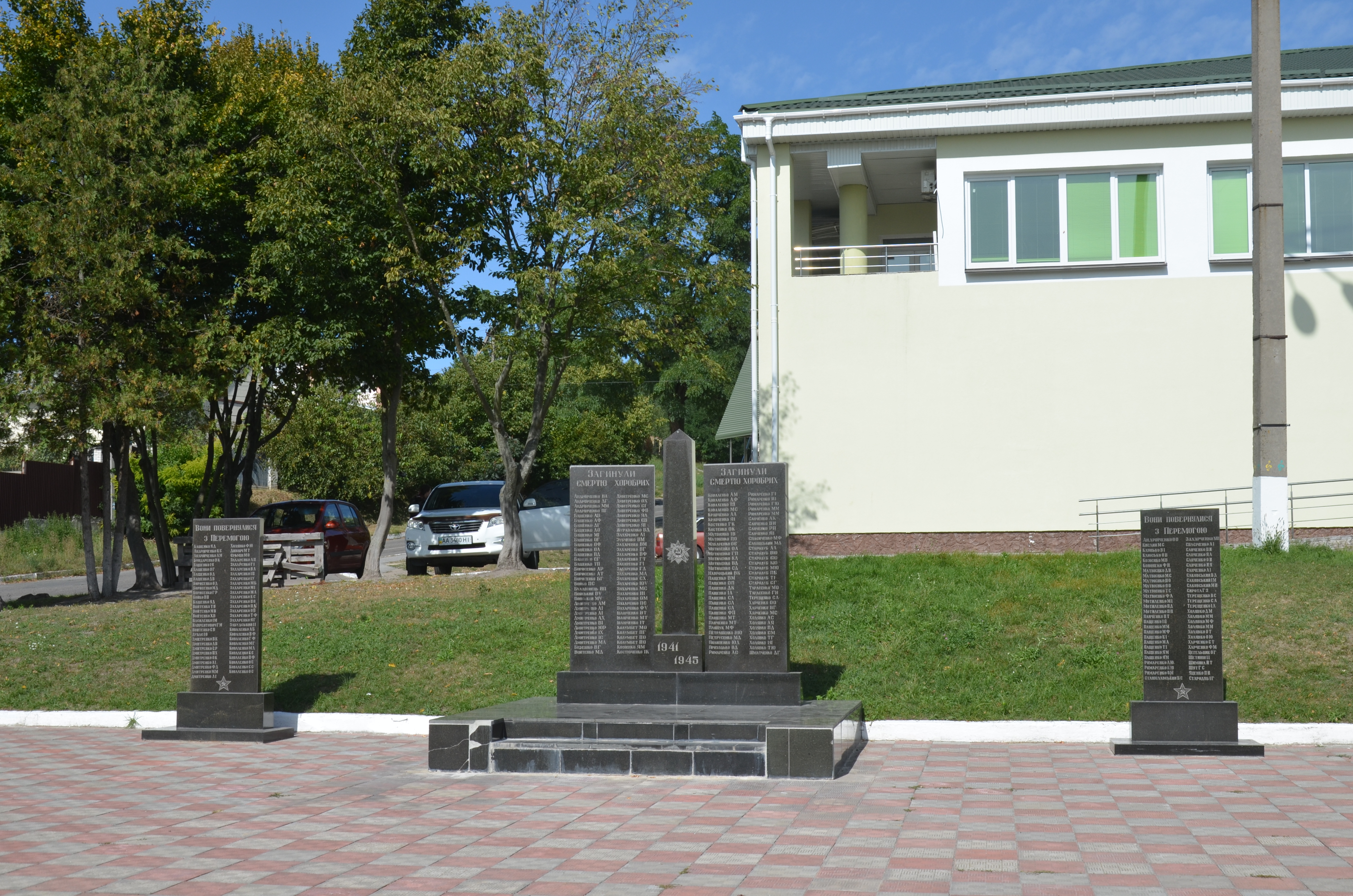
Меморіал односельчанам полеглим в Другій світовій війні, центр села
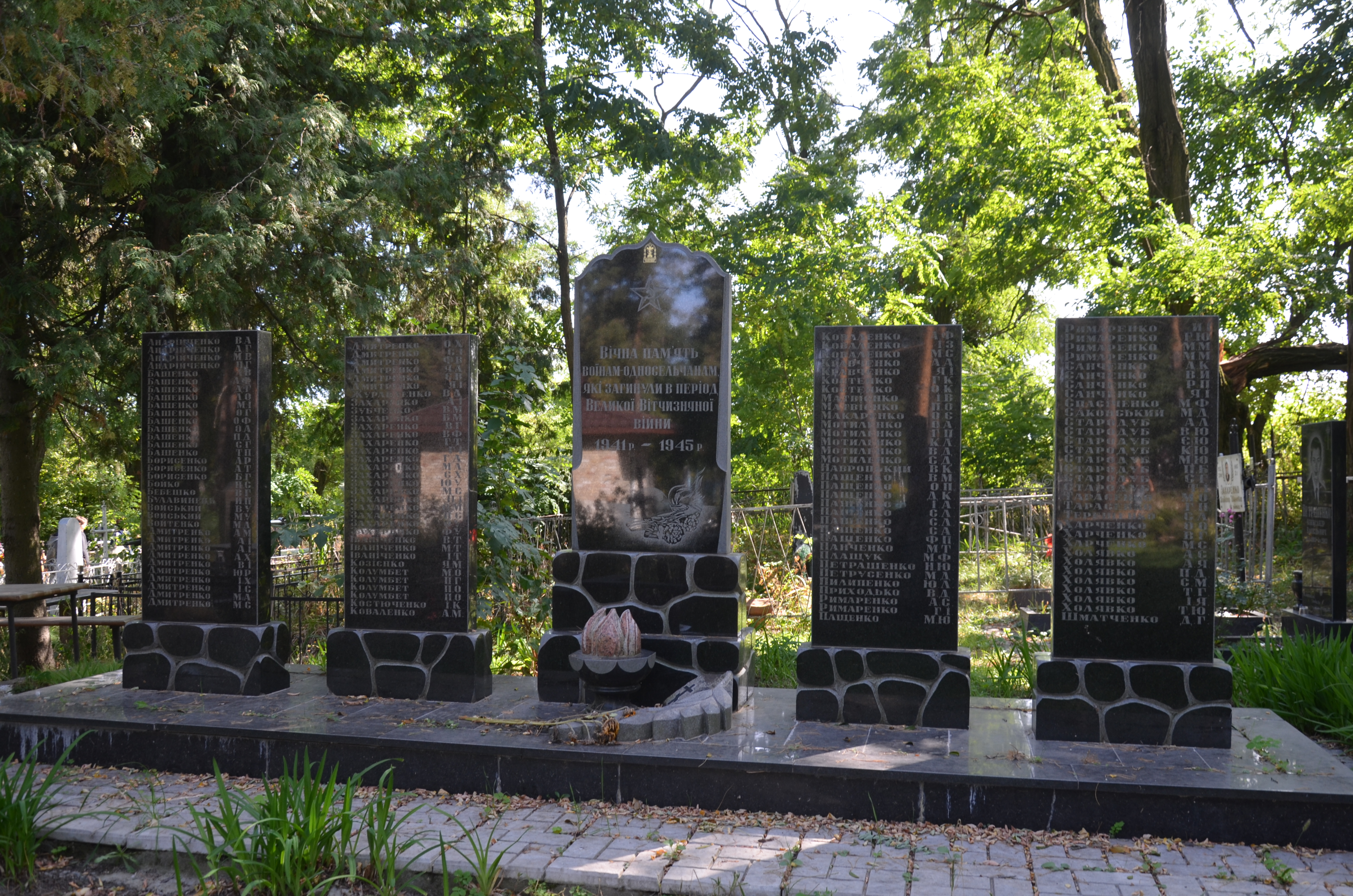
Пам'ятник воїнам-односельцям, які загинули в роки Великої Вітчизняної війни, цвинтар
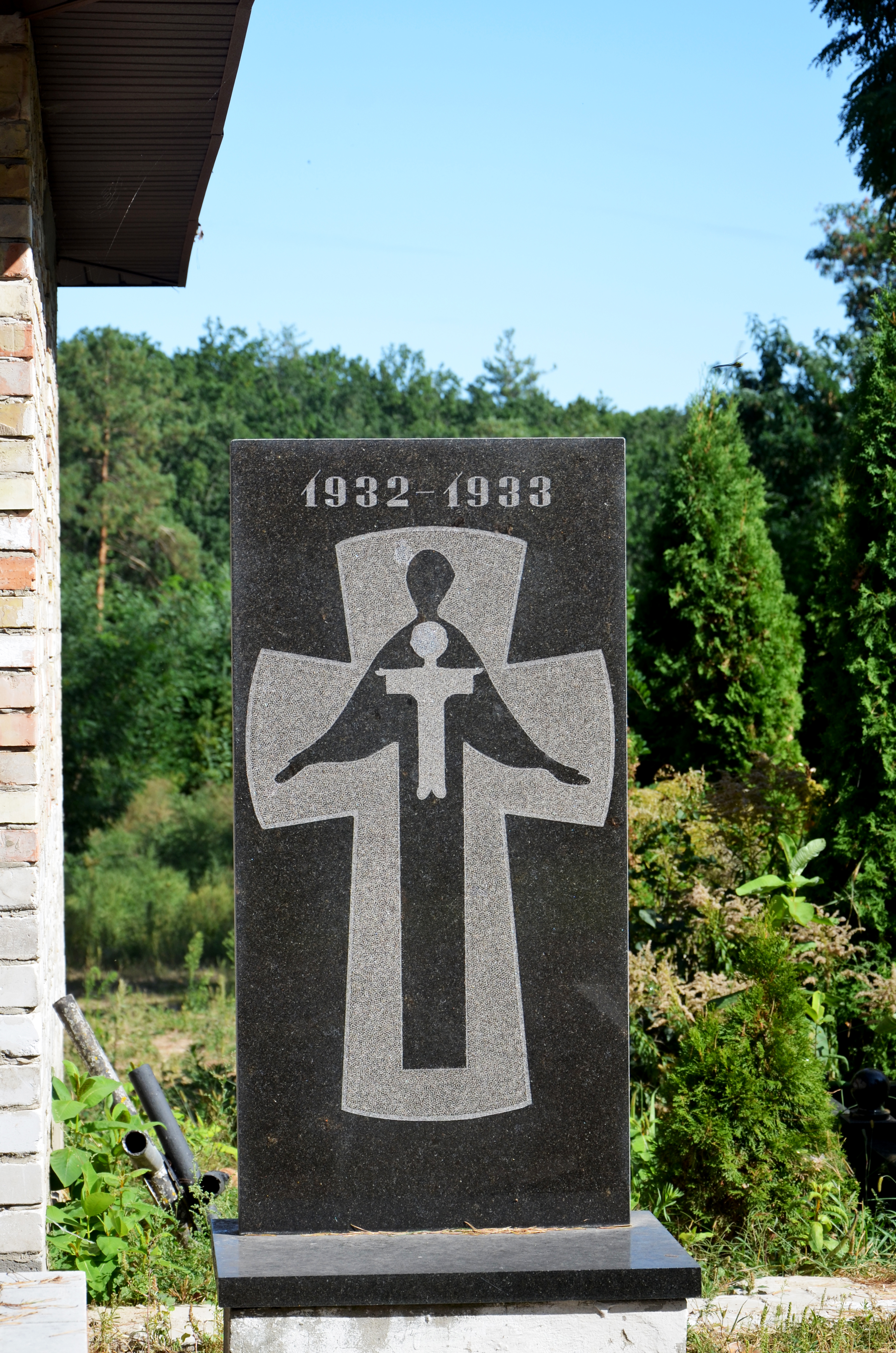
Музичі, пам'ятник жертвам Голодомору, цвинтар